# Bupleurum shikotanense
Bupleurum shikotanense là một loài thực vật có hoa trong họ Hoa tán. Loài này được M.Hiroe mô tả khoa học đầu tiên năm 1952.